# District Six Museum
 District Six Museum é um museu no antigo centro da cidade zona residencial, o Distrito Seis, na Cidade do Cabo, na África do Sul.

## História

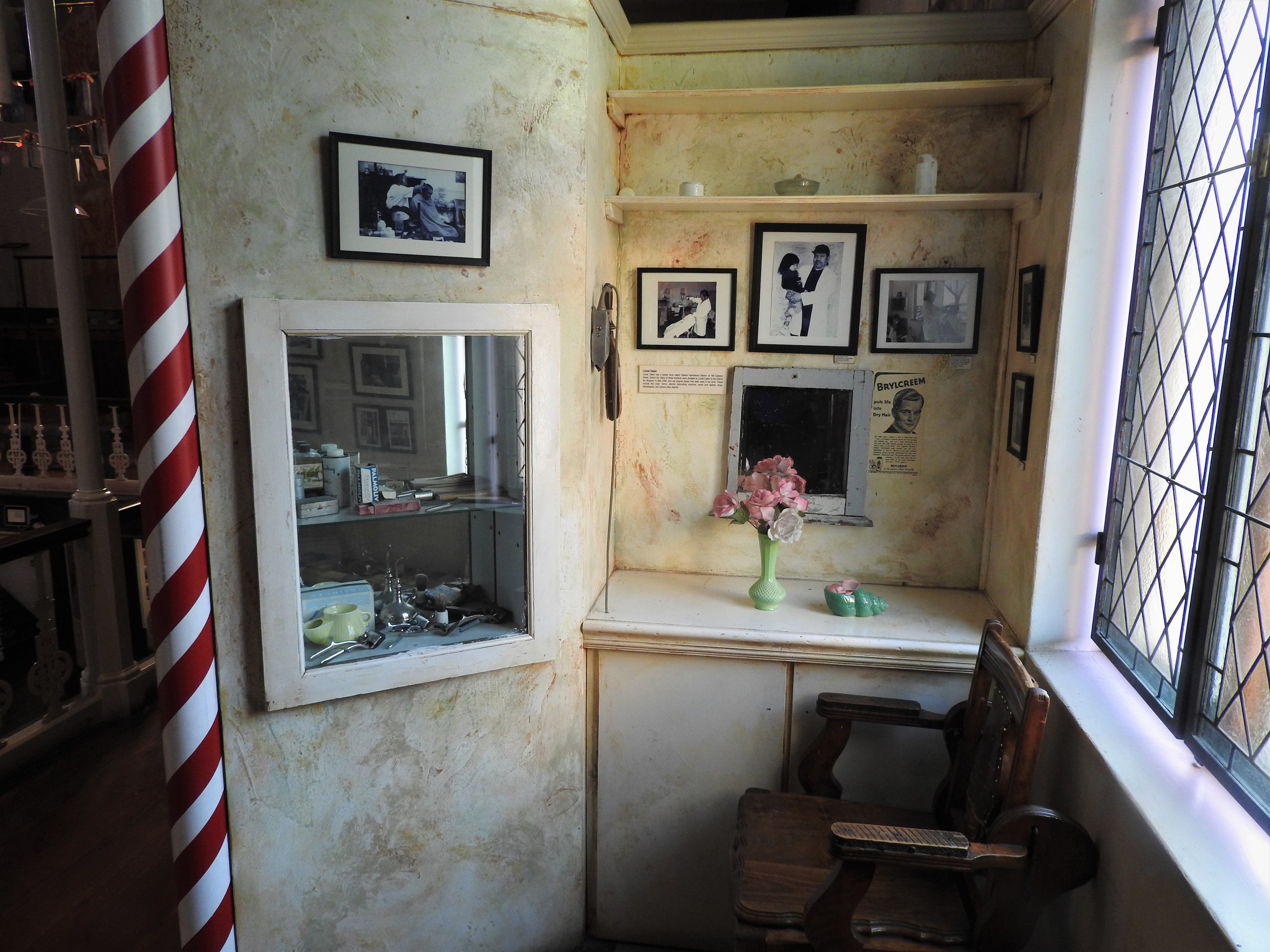
Equipamentos de barbearia, expostos no museu.

A District Six Foundation foi fundada em 1989 e o museu em 1994, como um memorial para o movimento forçado de 60.000 habitantes de várias raças no Distrito Seis durante o Apartheid na África do Sul na década de 1970.
O piso do museu é coberto com um grande mapa do bairro com anotações à mão dos antigos moradores, que indicam onde suas casas eram localizadas. Um ex-morador é um músico de jazz , Abdullah Ibrahim, mais conhecido pelo nome Dollar Brand. Outras peças do museu são velhos sinais de tráfego, exposições de momentos históricos e a vida das famílias da área, relatos orais e exposições sobre a demolição.
Além disso, o museu oferece programas para os atuais habitantes para ajudar a desenvolver o distrito. O museu é dedicado à construção de habitação, planejamento ambiental e organização da música, da literatura, e atividades de arte, com a participação ativa do público. O objetivo do museu é juntar as pessoas em uma comunidade onde não há respeito à dignidade, a identidade e a co-existência de diferentes raças.

### Artigos Acadêmicos
- Ballantyne, Rye (2003). «Interpreting Apartheid: Visitors' Perceptions of the District Six Museum». Curator: The Museum Journal. 46 (3): 279-292. Consultado em 2 de maio de 2019

- McEachern, Charmaine (1998). «Mapping the Memories: Politics, Place and Identity in the District Six Museum, Cape Town». Social Identities. 4 (3): 499-521. Consultado em 2 de maio de 2019